# Mistrzostwa Świata w Kolarstwie Przełajowym 1978
29. Mistrzostwa Świata w Kolarstwie Przełajowym 1978 odbyły się w hiszpańskiej miejscowości Amorebieta, 22 stycznia 1978 roku. Rozegrano wyścigi mężczyzn w kategoriach zawodowców i amatorów.

## Medaliści
| Konkurencja:                 | Złoto:         | Czas      | Srebro:            | Czas     | Brąz:               | Czas     |
| Klasyfikacja mężczyzn        |                |           |                    |          |                     |          |
| Zawodowcy (22 stycznia 1978) | Albert Zweifel | 1:07.21 h | Peter Frischknecht | + 0:54 m | Klaus-Peter Thaler  | + 2:32 m |
| Amatorzy (22 stycznia 1978)  | Roland Liboton | 1:02:32 h | Gilles Blaser      | + 0:21 m | Karl-Heinz Helbling | + 0:30 m |

## Szczegóły

### Zawodowcy
| Medal | Zawodnik            | Narodowość | Czas      |
| ----- | ------------------- | ---------- | --------- |
|       | Albert Zweifel      | Szwajcaria | 1:07.21 h |
|       | Peter Frischknecht  | Szwajcaria | + 0:54    |
|       | Klaus-Peter Thaler  | RFN        | + 2:32    |
| 4     | Willy Lienhard      | Szwajcaria | + 4:52    |
| 5     | Marc De Block       | Belgia     | + 5:48    |
| 6     | Erwin Lienhard      | Szwajcaria | + 6:06    |
| 7     | Richard Steiner     | Szwajcaria | + 6:17    |
| 8     | Eric Desruelle      | Belgia     | + 7:04    |
| 9     | Gertie Wildeboer    | Holandia   | + 8:23    |
| 10    | Cees van der Wereld | Holandia   | + 8:48    |

### Amatorzy
| Medal | Zawodnik            | Narodowość     | Czas      |
| ----- | ------------------- | -------------- | --------- |
|       | Roland Liboton      | Belgia         | 1:02:32 h |
|       | Gilles Blaser       | Szwajcaria     | + 0:21    |
|       | Karl-Heinz Helbling | Szwajcaria     | + 0:30    |
| 4     | Hennie Stamsnijder  | Holandia       | + 1:18    |
| 5     | Vito Di Tano        | Włochy         | + 1:37    |
| 6     | Jean-Yves Plaisance | Francja        | + 1:54    |
| 7     | Andrzej Mąkowski    | Polska         | + 2:04    |
| 8     | Alex Gérardin       | Francja        | + 2:17    |
| 9     | Miloš Fišera        | Czechosłowacja | + 2:22    |
| 10    | Franco Vagneur      | Włochy         | + 2:22    |

## Tabela medalowa
| Miejsce | Państwo    |   |   |   |   |
| ------- | ---------- | - | - | - | - |
| 1.      | Szwajcaria | 1 | 2 | 1 | 4 |
| 2.      | Belgia     | 1 | 0 | 0 | 1 |
| 3.      | RFN        | 0 | 0 | 1 | 1 |